# Alain Germain
 (septembre 2011).
Si vous disposez d'ouvrages ou d'articles de référence ou si vous connaissez des sites web de qualité traitant du thème abordé ici, merci de compléter l'article en donnant les références utiles à sa vérifiabilité et en les liant à la section « Notes et références ».
Pour les articles homonymes, voir Germain.
Alain Germain, né le 16 février 1948 à Carentan (Manche), est un metteur en scène, acteur, artiste décorateur et costumier français.

## Biographie
Après avoir suivi des études musicales et chorégraphiques, Alain Germain s'est dirigé vers l'architecture. Il est diplômé de l'École nationale supérieure des arts décoratifs et de l'École nationale supérieure des beaux-arts. Parrainé par Arthur Rubinstein et Béatrice Casadesus, il est lauréat de la Fondation de la vocation.
En 1972, il fonde sa propre compagnie, dont l'originalité réside dans un alliage de genres qui permet d'atténuer les frontières entre les différentes disciplines telles que danse, chant, théâtre, arts plastiques et musique, et présente de nombreux spectacles dans le monde entier.
Parallèlement à son rôle de créateur, il a été invité à plusieurs reprises en tant que professeur par les départements de danse, de théâtre et de musique de l'Université de New York, de la Maison française de Columbia University. Il a également enseigné à l'Université de Californie, Los Angeles California Institut of arts, Pennsylvania University, la Chartreuse de Villeneuve-lès-Avignon, la Sorbonne et a animé des colloques pour les universités d’Aix-en-Provence, Yale…

## Mises en scènes
Dans les années 1970-1980, Alain Germain s’est fait remarquer aussi bien en Europe qu’aux États-Unis par des créations de théâtre musical contemporain parmi lesquelles on peut retenir :
- Chorégraphie pour une mascarade (Galerie Nationale du Grand Palais…)
- Le Pianiste tricote (Carré Silvia Monfort…)
- Minuit pour géants sur une musique de Claude Ballif (Maison des Arts de Créteil, Musée d'art moderne de la ville de Paris, Espace Pierre Cardin…)
- La Lune à l’envers (Festival du Marais, Whitney Museum de New York, Sommer Festival de Bonn…)
- Les Veuves ambulantes (Festival des Arts dans la Ville de Paris, Bassler Theater, Sommer Festival de Bonn…)
- La Contredanse de l’autre temps (Carré Silvia Monfort, Bassler Theater,
- L'Autre Mozart (Summer Musical Festival de New York, Grand Théâtre de Metz, Théâtre de Caen…)
- L’Incantation de Merseburg (Musée d'art moderne de la ville de Paris, Bassler Theater, Sommer Festival de Bonn, Columbia et Pennsylvania University…)
- A Little musical comedy (Centre Georges-Pompidou…)
- À l’ombre des années en fleurs (Festival du Marais, Wadworth Theatre de Los Angeles, Théâtres de Bonn, Cologne, Opéra de Paris…)
- Le Contre mode d’emploi (Rencontres du Carreau du Temple…)
- Les Vieilles dames d’Osnabrück sur une musique de Ginette Keller (Opéra d’Osnabrück, Chartreuse de Villeneuve-lès-Avignon…)
- Dracoula sur une musique de Claude Ballif (Festival Estival de Paris, Théâtre de Paris, Grand Théâtre de Metz…) "Amoureux Sauvetage" (Palais des Glaces…)
- Trois folies d’opéras pour trois femmes compositeurs, sur des musiques d’Isabelle Aboulker, Ginette Keller et Francine Aubin (Opéra royal de Wallonie, Théâtre des Capucins du Luxembourg, Festival des Hivernales d'Avignon, Espace Jacques-Prévert d’Aulnay-sous-Bois…)
- Inventaire avec Janine Charrat et Jean Babilée sur une musique d’Isabelle Aboulker (Centre Georges-Pompidou…)
- Un Piano pour deux pianistes sur une musique d’Alain Margoni (Espace Jacques-Prévert d’Aulnay-sous-Bois, Théâtre des Capucins du Luxembourg…)
- Les Anouilhesques (Opéra de Saint-Étienne, Théâtre de la Potinière…)

Parmi les œuvres du répertoire montées par Alain Germain, citons : 
- La Scala di Seta de Rossini (Opéra Bastille, Théâtre de Versailles…)
- Mozart Requiem (Opéras de Vichy et de Nancy, Opéra Comique…)
- Iphigénie en Tauride de Gluck avec l'English Bach Festival Trust (Covent Garden, Festival d'Athènes…)
- Le Siège de Corinthe de Rossini (Teatro de la Zarzuela de Madrid…)
- Dichterliebe de Schumann (Opéra Royal de Wallonie, Musée National des Techniques…)
- Le Bourgeois gentilhomme de Molière et Lully (Covent Garden et Withehall Palace de Londres, Châteaux de Chambord, de Blois, Grand Théâtre de Reims…)
- La Veuve joyeuse de Franz Lehár (Opéras de Saint-Étienne, de Vichy, de Massy…)
- L’Oresteïa de Iannis Xenakis (Covent Garden),
- Il Tito de Pietro Antonio Cesti (Opéra National du Rhin),
- De Venise à Padoue de Banchieri (Grand Théâtre de Reims),
- Le Malade imaginaire de Molière et Charpentier (Château de Blois, Grand Théâtre de Reims),
- Telemaco de Gluck (Sadler’s Wells de Londres, Théâtre de l’Odéon Herodes Atticus d’Athènes),
- Le Médecin malgré lui de Gounod (Opéras de Tourcoing, de Vichy, de Massy, Le Phénix de Valenciennes, Théâtre Monsigny de Boulogne-sur-Mer, Grands Théâtres de Reims, de Tours, de Limoges…),
- Platée de Rameau (Athens Megaron/Alexandra Trianti Hall).

## Expositions
L'art et la science sont également les domaines de prédilection de la compagnie Alain Germain ; en témoignent entre autres : 
- Buffon côté Jardin présenté au Muséum national d'histoire naturelle pour le bicentenaire de la mort de Buffon, Les Savants et la Révolution présenté à la Cité des sciences et de l'industrie de la Villette dans le cadre des manifestations pour le bicentenaire de la Révolution française,
- Les Origines de l'Homme, présenté à la Halle Saint-Pierre en coproduction avec le Musée en Herbe,
- Les Arts et Métiers en Spectacle, conte scientifique présenté au Musée National des Techniques/Conservatoire national des arts et métiers,
- Le Tour du Monde en 80 Langues, présenté au théâtre du Rond-Point-Renaud Barrault/Maison des Cultures du Monde pour le bicentenaire de l'École Nationale des Langues et Civilisations Orientales.
- La Vie Aménagée présentée à l’Hôtel de Rohan/Archives nationales pour le 250e anniversaire de l'École Nationale des Ponts et Chaussées.

Alain Germain a présenté ses toiles peintes sur Les Origines de l'Homme à la galerie Jäggi Bücher de Bâle en Suisse 
et a également conçu et mis en espace les expositions :
- Opéra côté Costume pour le Théâtre national de l'Opéra de Paris au Palais Garnier,
- Les Arts et Métiers en Costumes au Marché Saint-Honoré à Paris,
- Costumes à jouer, costumes à rêver pour le Musée de Saint-Maur/Villa Médicis,
- Le Théâtre en costumes pour les Centres culturels français de Cotonou au Bénin et Lomé au Togo,
- Costumes de scène en liberté et Fantômes d’opéra pour le Grand Théâtre de Reims, un happening sur le thème du vent au Muséum Tinguely de Bâle,
- Alain Germain : mémoires de scène pour la Bibliothèque nationale de France/Bibliothèque Musée de l’Opéra de Paris au Palais Garnier.

## Romans
Alain Germain a publié plusieurs romans :
- Le Tour du Monde en 80 Langues, Éditions de l’Asiathèque, coll. « bilingue » (1995)
- Les Origines de l’Homme, Éditions Hachette, coll. « Livre de poche jeunesse » (1997)
- La Ville Invisible, Éditions Hachette, coll. « Livre de poche jeunesse » (1999)
- Les Grenouilles de Saint-Pierre, Éditions du Masque (2001)
- L'Affaire Callas, Éditions du Masque (2002)
- Fantômes d’opéra, Éditions Bayard (2004)
- Meurtre à la française, Éditions du Masque (2004)
- Pas de deux avec la mort, Éditions du Masque (2005)
- Les Cuisines du diable, Éditions du Masque (2006)
- Le Sceau de la mort, Éditions du Rocher (2007)

## Dernières productions
En 2007, Alain Germain a réalisé les décors et les costumes du Barbier de Séville de Rossini, mis en scène par Julia Migenes, pour Opéra en plein air, écrit le spectacle Fleurs du mal pour le Festival d'Orford au Canada pour le 150e anniversaire de la publication du livre de Baudelaire, créé et dirigé la collection « Le Rouge et le Noir » pour les Éditions du Rocher pour laquelle il a publié son 9e roman Le Sceau de la mort et créé le spectacle de célébration du quatrième centenaire de l’hôpital Saint-Louis à Paris Les 400 coups de Saint-Louis.
En 2008, Alain Germain a été l’invité du Musée national des Arts et Métiers qui lui a consacré une exposition rétrospective pour ses 40 ans de carrière, « Alain Germain, entre costumes et machines ». La collection théâtre des Éditions de l’Amandier a publié les deux derniers ouvrages d’Alain Germain : Les 400 Coups de l’Hôpital Saint-Louis et Les Arts et Métiers en spectacle.
En 2009, Alain Germain a été l’invité de la French Fashion University Esmod à Dubaï pour diriger "The Costume Object Workshop & Exhibition". Il a monté La Veuve joyeuse à l’Opéra Théâtre de Limoges, et mis en scène « Alain Germain habille Chambord d'opéra » exposition de costumes d’opéra présentée au château de Chambord et « Avant la Naissance, 5 000 ans d’images » pour le Muséum d'histoire naturelle du Havre.
En 2010, Alain Germain est à nouveau l’invité de la French Fashion University Esmod de Dubaï pour diriger « The Costume Art Workshop & Exhibition ». Il publie dans la collection théâtre des Éditions de l’Amandier les textes du spectacle Inventaire créé au Centre Georges-Pompidou qui retrace la vie et l’œuvre de la danseuse-chorégraphe Janine Charrat. Il revient au château de Blois pour mettre en scène l’exposition « Fêtes et crimes à la Renaissance, la cour d'Henri III » et au Musée des Arts et Métiers pour fêter le 10e anniversaire de sa réouverture avec « Soir de fête ».
En 2011, à la suite de la création de Fleurs du mal au Festival de Sully-sur-Loire, il mettra en scène le défilé d’ouverture de la Fête des Vendanges pour la Mairie du 18e arrondissement de Paris, ainsi que le 50e anniversaire du CNES/Centre National des Études Spatiales qui sera présenté à Paris au Musée national des Arts et Métiers. Son dernier roman Trois petits rats à l’Opéra, premier tome de la série Les Casse-Noisettes à l’Opéra, vient de paraître aux Éditions Oslo.